# سحب (تصنيع)

تعتبر عمليات السحب بمختلف أنواعها سواء سحب الأسلاك أو المواسير أو القضبان أو عمليات السحب العميق من أهم عمليات التشكيل اللدن وخصوصا عمليات التشكيل بالسحب العميق، وتعد عمليات سحب الأسلاك والقضبان أبسطها حيث يجري تخفيض القطر بالسحب في قوالب ذات مقاسات أصغر من مقاسات القضبان والأسلاك وقد تحتاج عملية السحب إلي عدة مراحل لإتمامها كما أن عملية السحب علي البارد تؤدي إلي إحداث تصلد في المادة المشكلة، الأمر الذي يستدعي إجراء عمليات تخمير في حالة التخفيض الكبير في المقاسات.

## عمليات سحب المواسير
(بالإنجليزية:Pipe Drawing), تستخدم عمليات سحب الأنابيب علي البارد للحصول علي أسطح جيدة ملساء وتخانات أقل ودقة أعلي في المقاسات بمقارنتها بعمليات سحب الانابيب علي الساخن.

تسحب المواسير المدلفنة خلال قوالب مع الإستعانه بعمود يولج داخل الماسورة لتحديد قطرها الداخلي وتجري عملية السحب لإحداث تصغير في قطر الماسورة أو في تخانة جدارها أو في كليهما معا، وتتوالي عمليات السحب في قوالب متعاقبة للوصول إلي القطر والتخانة المطلوبين ويمكن بها التوصل إلي إنتاج المواسير دقيقة الأبعاد.

و يمكن تصغير قطر الأنبوبة بالضغط عليها بدلا من سحبها وتسمي هذه الطريقة بطريقة تشكيل الأنابيب بالغطس.

## عمليات السحب العميق
(بالإنجليزية:Deep Drawing) يتم صنع الأنواع المختلفة من المنتجات المنزلية مثل أوعية الطهي وما شابهها من أوعية مستطيلة وإسطوانية بواسطة عمليات السحب العميق.

يثبت القرص الخام بين القالب والماسك قبل أن يبدأ دفع المكبس ليدخل القرص في القالب ويعطيه شكلا إسطوانيا أو مستطيلا حسب شكل كل من الاسطمبة (القالب) والمكبس.

## سحب الأسلاك
سحب الأسلاك (بالإنجليزية:Wire Drawing) هو عملية تشكيل المعدن على البارد بسحبه خلال فتحة أصغر من مقطع الخامة المشغلة ويستعمل أسلوب السحب لإنتاج أسلاك بأقطار مختلفة.

و تصنع الأسلاك من فلزات مختلفة كالصلب مثلا حيث تدلفن كتلة من الصلب على الساخن وذلك بتمريرها عدة مرات بين الدلافين حتى تصير أسياخا بقطر حوالي 5 مم، بعد تخميرها وتنظيفها من قشور الأكسدة والدلفنة يدبب طرف السيخ منها، ثم يولج في ثقب قالب السحب ويشد بقوة ليسحب السيخ خلال الثقب الذي يقل في قطره عن قطر السيخ حيث يصغر قطر الأخير ليصل إلى القطر الأدنى للثقب. وتتوالي عملية السحب في قوالب ذات ثقوب متدرجة في الصغر وقد يحتاج الأمر إلى تخمير السلك حسب معدنه وعدد مرات السحب التي يتعرض لها وذلك لتخليصه من التصلد الذي يلحق به نتيجة عمليات السحب المتتالية.